# بوريس كوشنو
بوريس كوشنو (بالفرنسية: Boris Kochno)‏ (مواليد 3 يناير 1904 في موسكو - توفي 8 ديسمبر 1990 في باريس)، هو شاعر وراقص وكاتب أغاني روسي.

## روابط خارجية
- بوريس كوشنو على موقع IMDb (الإنجليزية)
- بوريس كوشنو على موقع الموسوعة البريطانية (الإنجليزية)
- بوريس كوشنو على موقع ميوزك برينز (الإنجليزية)
- بوريس كوشنو على موقع قاعدة بيانات برودواي على الإنترنت (الإنجليزية)